# Luzonacera duan
Espèce
Luzonacera duan est une espèce d'araignées aranéomorphes de la famille des Psilodercidae.

## Distribution
Cette espèce est endémique de Luçon aux Philippines,. Elle se rencontre à Tabuk vers 915 m d'altitude.

## Description
Le mâle holotype mesure 3,48 mm et la femelle paratype 2,97 mm.

## Publication originale
- Liu, Li, Li & Zheng, 2017 : Five new genera of the subfamily Psilodercinae (Araneae: Ochyroceratidae) from Southeast Asia. Zoological Systematics vol. 42, no 4, p. 395-417.